# نبرد حیره
جنگ حیره (به عربی: معرکة الحیرة) این جنگ در سال دوازدهم هجری مطابق با ۶۳۳ میلادی بین سپاه ایران و اعراب در حمله اعراب به سواد (عراق) به فرماندهی خالد بن ولید رخ داده‌است. محل این جنگ در نزدیکی حیره از شهرهای قدیم میان‌رودان است که در نزدیکی ۶٫۵ کیلومتری جنوب شهر نجف کنونی قرار گرفته بوده‌است. این شهر پایتخت ملوک لخمی بود که آنها نیز خود فرمان‌بردار پادشاهان ساسانی بودند. این منطقه از مراکز مهم فرهنگی ایرانیان باستان بوده‌است. این شهر همچنین از شهرها و استحکامات مهم مرزی ایران بود.

## تاریخچهٔ حیره
آخرین پادشاه لخمی‌ها، نعمان سوم (ابوقابوس نعمان بن منذر) به دستور خسرو پرویز زندانی شده و به قتل رسید سپس خسرو ایاس بن طائی را به جای وی والی حیره قرار داد که قریب ۹ سال با نظارت و همدستی یک نمایندهٔ ایرانی به نام نخوردگان حکومت می‌کرد. پس از ایاس یک حاکم ایرانی به اسم آزادبه قریب ۱۷ سال در آن خطه حکومت داشت. قتل نعمان منجر به سلسله حوادثی شد که در نهایت جنگ ذوقار و شکست در این جنگ را در پی داشت. در آنزمان شکست در جنگ ذوقار ظاهراً نبایستی خیلی مهم محسوب شده‌باشد و در بادی نظر، خطیر بنظر نیامد. لکن داستان شکست سپاه ایران، در نزدیکی پایتخت، از یک قبیلهٔ عربی، چنان انعکاس عظیمی در تمام عربستان پیدا کرد که در عرض و طول شبه جزیره، نقل مجالس و موضوع حماسه‌ها و افتخارات عرب شد و یوم ذی قار از بزرگترین حوادث ایام عرب گردید و هیجان ناشی از این پیروزی، موجب تجری و تشویق اعراب بر ضد ایران گردید. در واقع خبط سیاسی خسرو پرویز، در برانداختن حائل، بین قلمرو ایران و اعراب بادیه، برخلاف سیاست دیرینه و مستمر دولت‌های قبلی، عاقبت در انقراض دولت ساسانی، بی‌تأثیر نبود. از سوی دیگر برکنار شدن خاندان باستانی بنی‌لخم دوستی دیرین مردم آن سرزمین را به دشمنی تبدیل کرد، این است که با درآمدن عرب به حیره هیچگونه پایداری از آنان دیده نشد و بی‌چون و چرا خود را به عرب‌ها سپردند. اگر باز خاندان لخمی سرکار بود و به آن دوستی دیرین، گزندی نرسیده بود، به این آسانی اعراب در آنجا رخنه نمی‌کردند و به تیسفون راه نمی‌یافتند. اگر چه جنگ ذوقار جنگ کوچکی بود ولی نخستین مرتبه‌ای بود که اعراب ایرانیان را شکست داده، دانستند که با حملات بی‌باکانه می‌توان قشون منظم ایران را درهم شکست.

## پیشینه جنگ
مقارن شروع ضعف و انحطاط ایران دو تن از سران قبایل بکر بن وائل بنام مثنی بن حارثه شیبانی در حدود حیره و سویدبن قطبه در نزدیک ابله (بصره کنونی) پیوسته در کناره‌های خاک ایران تاخت و تاز می‌کردند و چون با پریشانی‌ها و بی‌سامانی‌هایی که بود تعقیب آنها ممکن نمی‌شد، جسارتشان هر روز می‌افزود. مثنی جسورتر بود و هشیارتر به همین جهت در این غارت‌های سرحدی از سوید بن قطبه شهرت و آوازهٔ بیشتری یافت. بعلاوه مقارن پایان جنگ‌های ارتداد اسلام آورد و در مدینه خرابی اوضاع ایران را برای خلیفه ابوبکر باز نمود و او را به جنگ ایران تشویق کرد. با قبول اسلام مثنی خود را به مسلمین بست تا در تاخت و تازها و راهزنی‌های خویش مدینه را پشت سر خود داشته باشد. ابوبکر هم که او را به جنگ رخصت داد، در دنبال او خالد بن ولید را روانه کرد و به مثنی نوشت که در برخورد با ایرانیان از خالد فرمانروایی کند. کار عمده‌ای که خالد در عراق انجام داد فتح حیره بود.

## فتح حیره
چنان‌که ابن کلبی و بلاذری آورده‌اند، خالد پس از جنگ الیس آهنگ حیره کرد. سپاه آزادبه در خارج شهر با سپاه خالد رویاروی شدند و خالد پیش از آن که به دروازهٔ حیره رسد، پسر مرزبان حیره را که برای دفع او رفته بود، مغلوب کرده و کشت. مرزبان حیره چون از قتل پسر آگاه شد، روی مقاومت ندید، از ناامیدی بگریخت. مردم حیره شهر را بستند و در قلعه‌های خویش آمادهٔ مقاومت شدند. خالد شهر را محاصره کرد و کار بر اهل شهر سخت شد. خالد بن ولید بفرماندهانش دستور داد که ایشان را به اسلام دعوت کنند، اگر پذیرفتند که خوب و اگر نه یک روز دیگر مهلت دهند. آنها نیز ایشان را به یکی از سه کار، اسلام، جزیه یا جنگ دعوت کردند. مردم جنگ را برگزیدند و فریاد زدند که گلوله‌های سفالین به شما پرتاب می‌کنیم. دیری نپائید که روی دیوارهای کاخ و دژ پر از مردمی شد که با توبره‌های پر از گلولهٔ سفالین ظاهر شدند و عرب‌ها را هدف آنها قرار دادند. عرب‌ها نیز آنها را به تیر بستند و سر دیوارها را از مردم خالی نمودند. سپس دست به تاراج زدند و خانه‌ها و دیرها را گشودند و بسیاری از مردم را کشتند کم‌کم مردم به ستوه آمدند. بزرگان قوم که مسیحی بودند، به قلعه‌های خویش پناه جسته بودند و عامه را به جنگ می‌فرستادند، مورد نفرت و خشم عامه شدند. مردم هر روز در اطراف قلعه‌ها جمع می‌شدند و از ضرورت صلح و تسلیم دم می‌زدند و کشیشان و راهبان فریاد می‌زدند که شما ما را به کشتن می‌دهید. عاقبت کسانی که در دژها بودند، دست از مقاومت کشیدند و حاضر به مصالحه شدند. قرار بر آن شد که اهل حیره جزیه‌ای بدهند، سالیانه هشتاد و چهار هزار و به قولی دویست و نود هزار درهم، بر مسلمانان نشورند و از کار دشمنان هر چه آگاهی یابند به مسلمانان باز نمایند. صلح نامه‌ای هم در این باب امضاء شد. در ماه ربیع‌الاول سال دوازهم هجری. خالد مژدهٔ فتح را با جزیه و هدایا به مدینه نزد ابوبکر فرستاد. این پول نخستین جزیه‌ای بود که به مدینه فرستادند. خالد بن ولید یکسال در حیره ماند و در اطراف حیره پیشروی کرد تا به شام رفت. بعد از رفتن خالد از عراق اهالی حیره از پرداخت باقی جزیه سرفرو پیچیدند چنان‌که سعد بن ابی وقاص با آنها دگر بار صلحنامه‌ای دیگر منعقد کرد.